# Northern Light (Rumsonde)
Northern Light er en ubemandet mission til Mars, bestående af en lander, og en marsbil, under udvikling af et konsortium af canadiske universiteter, firmaer og organisationer. Hvis nok private investeringspartnere bliver fundet, kan missionen opsendes så tidligt som 2012. Den primære entreprenør for rumsonden er Thoth Technology Inc,  i  Kettleby, Ontario.
Rejsen starter med at et rakettrin sender Northern Light og Beaver-marsbilen mod Mars. 
Et varmeskold beskytter sonden under rejsen gennem atmosfæren, og landingen klares med faldskærm og airbags. Marsbilen bliver sendt ned sammen med sonden. Når den er landet, vil den kontakte jorden via Algonquin Radio Observatorys 46 m store parabolantenne.

## Historie
Projektet startede officielt i år 2001. Projektlederen er Ben Quine fra York Universitet. York Universitet har samarbejdet med CSA (Canadian Space Agency), og har designet flere instrumenter som bruges af NASA, f.eks. den meteorologiske station om bord på Phoenix.
Det meste af udstyret er baseret på den engelske Beagle 2-lander. Prisen er vurderet til at løbe op i 20 millioner USD (Svarer til lidt over 100 millioner DKK), eller måske mindre, hvis et andet land deler raketten. Indtil videre har det canadiske rumagentur bekræftet, at de kender til projektet, men at de ikke er involveret.

## Videnskabelige mål
De fire primære mål med missionen:
1. Søgning efter liv på Mars
2. Søgning efter vand på Mars
3. Undersøgelse af marsianske atmosfæreforhold og strålingen på Mars.
4. Forberedelse til en international bemandet marsmission.

## Udstyret på Beaver-marsbilen
Marsbilen er påkrævet til den geologiske udforskning af overfladen. Med en vægt på ca. 6 kg, vil marsbilen køre på sin egen energikilde og vil have en rækkevidde på ca. 1 km. Marsbilen vil blive udstyret med et kamera i det synlige spektrum til at manøvrere med og udforskning af overfladen. Den vil også have Point-spektrometer og mikroskop for geologiske undersøgelser. En georadar (GPR) vil undersøge Mars' undergrund og lede efter vand; en vibrator og geofon vil bruge lydbølger på under et millisekund, for at lave en seismisk undersøgelse af undergrunden. Til analyse af klipper, vil den være udstyret med et værktøj til at bortslibe det ydre forvitrede lag.

### MASSur Seismic Sensor
MASSur Seismic Sensor, udviklet af University of Calgary og GENNIX Technology Corporation, vil foretage dybdemålinger af marsoverfladen. Især et seismometer vil udføre test, der kan bestemme marsoverfladens stivhed, samt klippernes sammensætning. Sedimenter, permafrost og vand har nogle bestemte signaturer. Dette seismiske system vil bruge en vibrator og en geofon (accelerometers) på både landeren og Beaver-marsbilen. Lander og marsbil kan arbejde sammen eller hver for sig.

### Georadar
Den jordgennemtrængende radar (GPR) vil bruge en 200 MHz radar til at danne billeder af undergrunden ned til en dybde af 20 m, eller op til 100 m ovenpå permafrost eller is. Den bruger noget af det samme udstyr som den seismiske sensor.

### TC Corer
TC corer vil være i stand til at bore 10 mm ind i en klippe. Den vil blive brugt sammen med Aurora-spektrometeret og mikroskopet til at undersøge klippematerialet, og lede efter tegn på liv. TC Corer er blevet lavet i Hong Kong og vil veje 350 g.

## Udstyret om bord på Northern Light-landeren

### Aurora-spektrometeret
Spektrometeret har en bølgelængde på 625 nm til 2500 nm og observerer hele himlen. Instrumentet vil måle variationer i strålingen, hvilket kan bestemme den atmosfæriske sammensætning, f.eks. mængden af kuldioxid, som er den største bestanddel af marsatmosfæren. Aurora vejer 450 g.

### Argus 4000-spektrometeret
Samme design som Argus 1000-spektrometeret, brugt på CanX-2. Radiometeret, vil være det primære instrument om bord på Northern Light-landeren. Argus vil lave målinger af klipperne med elektromagnetiske. Spektrometeret vejer 240 g.

### Kameraer
Kamerasystemerne om bord på landeren vil tage højkvalitetspanoramaer af landingsstedet. Farvefiltre vil udføre mineralidentifikation af det omkringliggende støv. Kameraet vil også lave begrænsede atmosfæriske og astronomiske observationer. Endelig vil kameraet også hjælpe med til planlægning af marsbilen .

### MASSur Seismic Sensorer
Ligesom dem på Beaver marsbilen.

### Miljøsensorer
Miljøsensorer vil måle miljøforholdene på landingsstedet. Udstyret vil måle UV-stråling, oxiderende stoffer, lufttryk, lufttemperatur, støv og vindhastighed. Disse sensorer vil have en samlet vægt på 130 g. De er udviklet til Beagle 2 landerens udgave.

## Opsendelse
Hvis investeringsmålet er nået, kunne en opsendelse ske så tidligt som i 2012. Den dyreste faktor er prisen af raketten; raketter er ekstremt dyre at anvende. Rakettypen er endnu ikke blevet bestemt.

## Landingsstedet
Detaljerne om det planlagte landingssted er ikke blevet bestemt. Men udstyret om bord på rumsonden, betyder at landingsstedet formentlig bliver en "tør sø". Et sted hvor der måske kan være vand og is; og måske endda liv.